# Silberthiocyanat
Silberthiocyanat das Silbersalz der Thiocyansäure mit der Verhältnisformel AgSCN. Es kommt als weißes Pulver vor. Eine Rolle spielt es bei der Herstellung von Silbernanopartikeln.

## Gewinnung und Darstellung

### Fällungsreaktion
Silberthiocyanat kann durch Ausfällen gewonnen werden, indem eine Lösung von Silberionen in Salpetersäure mit  Kaliumthiocyanat versetzt wird:

### Ionentauschreaktion
Silberthiocyanat kann außerdem durch eine Ionentauschreaktion hergestellt werden. Beispielsweise reagieren Silbernitrat und Ammoniumthiocyanat in Wasser gelöst dazu, als Nebenprodukt entsteht dabei Ammoniumnitrat:

## Eigenschaften
Silberberthiocyanat kristallisiert monoklin. Die SCN−-Gruppen haben eine fast lineare Molekülgeometrie mit einem Bindungswinkel von 179,6°. Silberthiocyanat ist praktisch unlöslich in Wasser mit einer Löslichkeit von 1,68 · 10−4 g/L.

## Verwendung
Die wichtigste Verwendung von Silberthiocyanat ist zur Herstellung von Nanopartikeln. Diese Nanopartikel können als guter Ionenleiter genutzt werden. Silberthiocyanat kann auch zu Absorption von Licht mit Wellenlänge kleiner 500 nm dienen. Bei höheren Wellenlängen zeigt es gute photokatalytische Eigenschaften.